# 多果乌头
多果乌头（学名：Aconitum polycarpum）为毛茛科乌头属下的一个种。

## 扩展阅读
- 維基物種上的相關：多果乌头